# Milín
Milín là một làng thuộc huyện Příbram, vùng Středočeský, Cộng hòa Séc.